# نیروهای امنیتی مرکزی مصر
نیروهای امنیتی مرکزی مصر (عربی: قوات الأمن المركزي) یک نیروی شبه‌نظامی مصری است که مسئول کمک به پلیس ملی مصر برای امنیت اماکن ثابت دولتی، سفارتخانه‌ها و مأموریت‌های خارجی، کنترل شورش‌ها و جمعیت، رویدادهای شلوغ عمومی، دستگیری‌های پرخطر، واکنش به بلایای طبیعی و عملیات سلاح‌ها و تاکتیک‌های ویژه است. این نیرو، بازوی حیاتی دستگاه امنیت ملی مصر هستند.